# Джон Тіптофт, 1-й граф Вустер

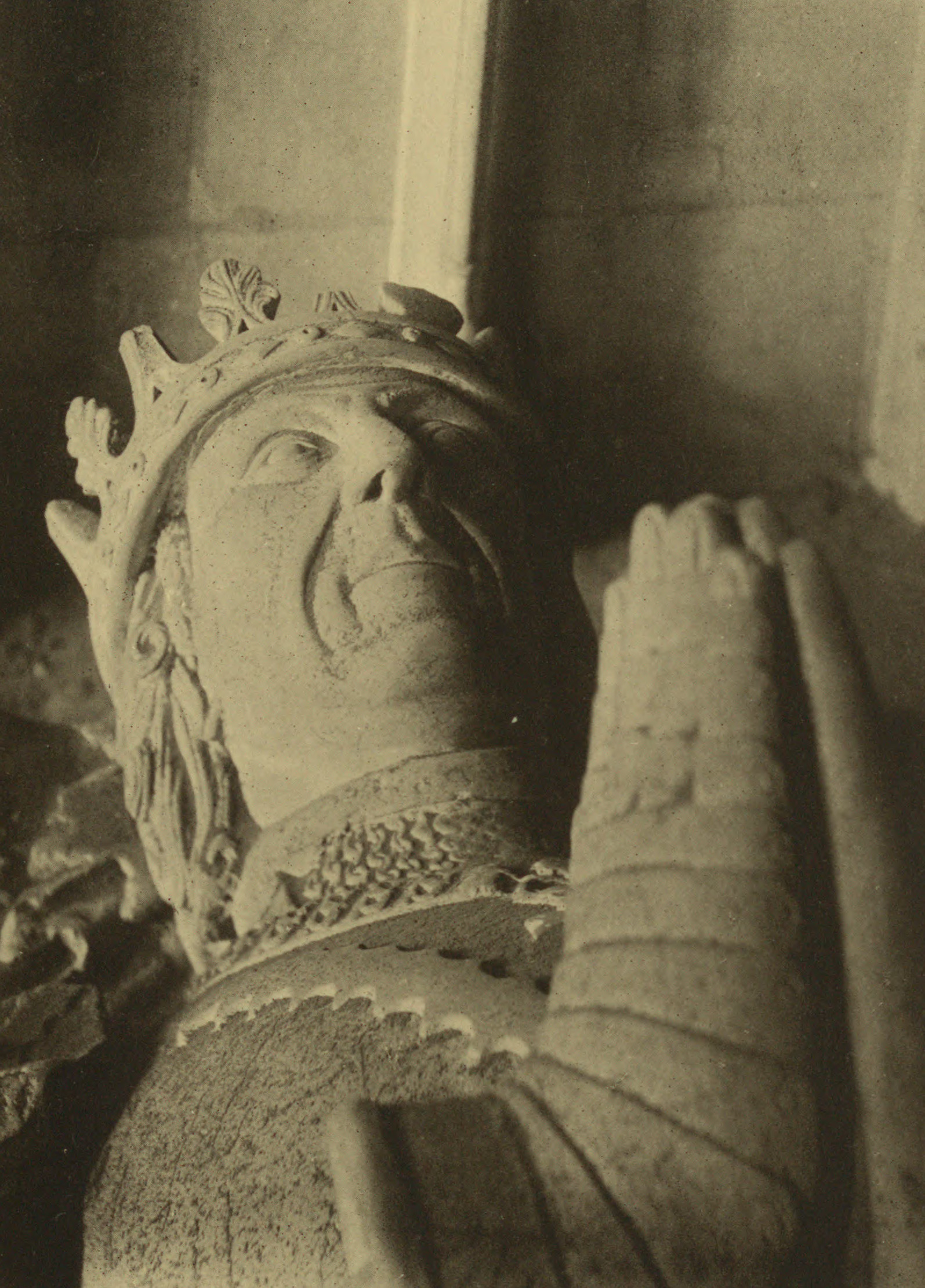
Пам'ятник Джону Тіптофу в соборі в Елі.

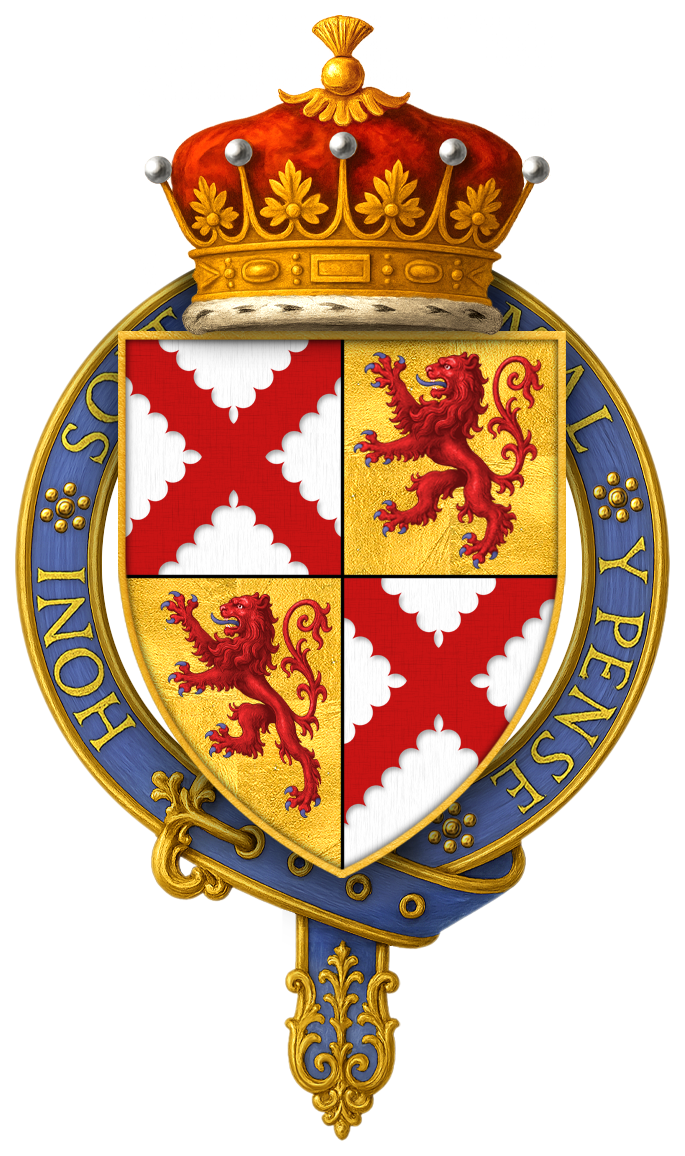
Герб Джона Тіптофа.

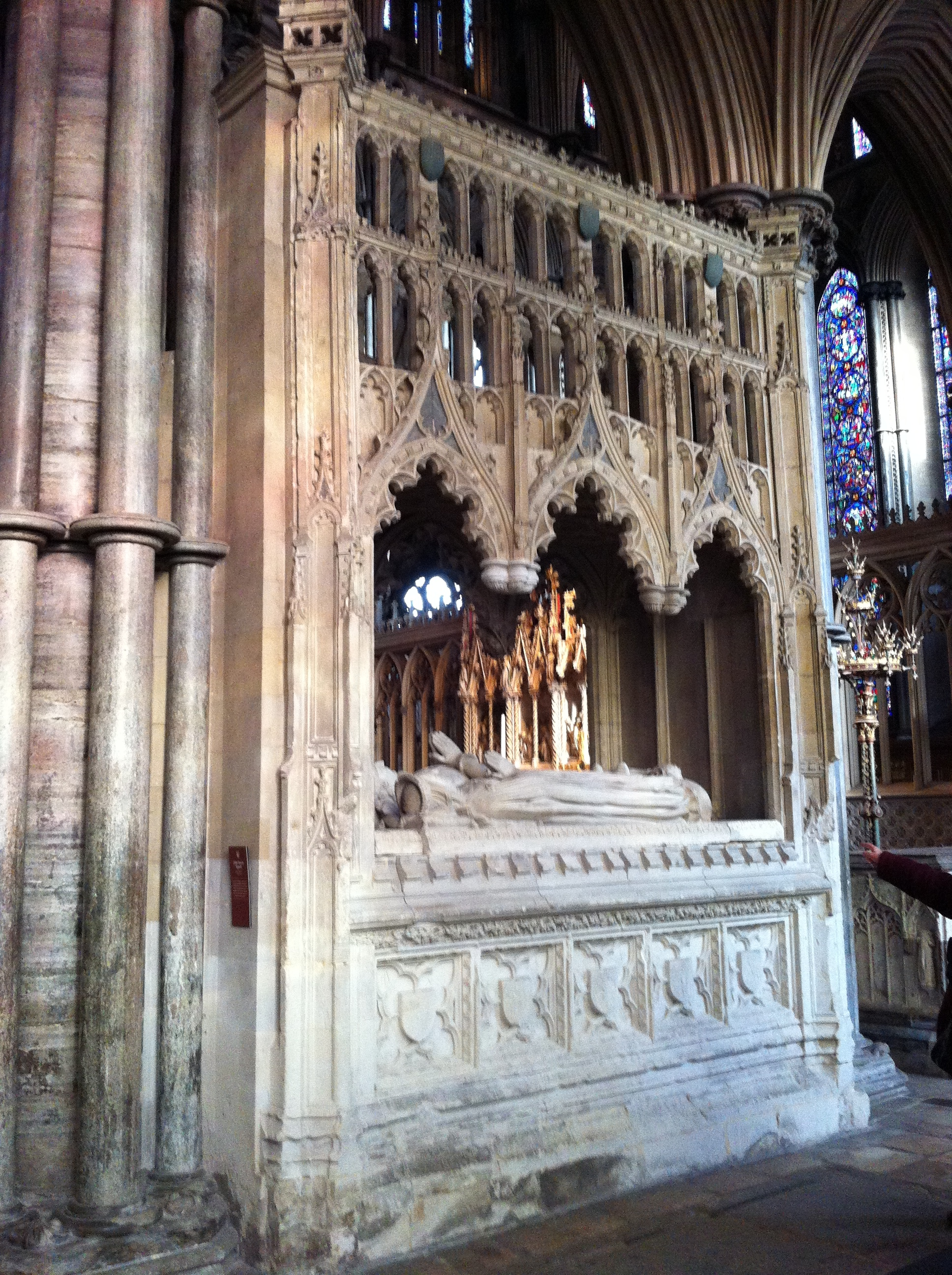
Меморіал Джона Тіптофа в соборі в Елі.

Джон Тіптофт (англ. John Tiptoft) (8 травня 1427 — 18 жовтня 1470) — І граф Вустер, англійський аристократ і вчений, юрист, суддя, політик і державний діяч Англії та Ірландії, володів посадами Верховного лорд-скарбника Англії, Верховного констебля Англії, лорд-заступника Ірландії, лорд-канцлера Ірландії. Він був відомий як «м'ясник Англії» внаслідок його репресивних дій щодо ворожих тодішнім правлячим колам сил під час громадянської війни на Британських островах, що ввійшла в історію як Війна Червоної та Білої Троянд.

## Життєпис

### Походження та освіта
Джон Тіптофт народився в Еверсдені в 1427 році. Він був сином Джона Тіптофта, І барона Тіптофта та Джойс Черлетон, дочки Едварда Чарлтона, V барона Черлетона. Джон Тіптофт здобув освіту в коледжі Оксфордського університету — вчився там у віці від 13 до 16 років. Він був аристократичного походження — королівського роду: через батька він був нащадком короля Карла Великого, а через матір — короля валійців Ллівеліна Великого та короля Англії Генріха III.

### Родина
Джон Тіптофт був одружений тричі:
- Перша дружина — Сесілі Невілл, герцогиня Ворікська, донька Річарда Невілла, V графа Солсбері. Шлюб відбувся в 1449 році. Дітей у шлюбі не було. Сесілі Невілл померла 28 липня 1450 року.
- Друга дружина — Елізабет Ґрейндур (пом. 1452 р.), донька та єдина спадкоємиця Роберта Ґрейндура (пом. 1443 р.) та Джоан Ґрейндур з Клірвелла, Глостершир. У цьому шлюбі був один син Джон, що помер у 1452 році.
- Третя дружина — Елізабет Гоптон (нар. бл. 1445, пом. 22 червня 1498) — дочка сера Томаса Гоптона та Елеонори Люсі, онука сера Уолтера Гоптона та вдова сера Роджера Корбета з Мортона Корбета (пом. 8 червня 1467). Шлюб відбувся в Ладлоу приблизно у вересні 1467 року. Шлюб був без дозволу Корони Англії, але вони отримали помилування за одруження без дозволу 9 травня 1468 року. У цьому шлюбі був син Едвард, що помер неодруженим у 1485 році.

### Кар'єра
Кар'єра почалась рано і склалася блискуче. Після того, як 16 липня 1449 року він отримав титул графа Вустер, він обіймав низку офіційних посад, спочатку отримав посаду Верховного лорд-скарбника Англії (1452—1454), а потім лорд-заступника Ірландії (1456—1457). Потім він вирушив у паломництво до Святої Землі в 1458 році і повернувся через Італію, де пробув два роки, навчаючись в Падуанському університеті. Там він здобув прекрасну репутацію вченої людини та знавця латинської мови.
Він повернувся до Англії в 1461 році і був прийнятий королем Англії Едуардом IV з прихильністю, став кавалером Ордену Підв'язки та отримав низку державних посад, у тому числі в 1461 році отримав посаду довічного констебля Лондонського Тауера, а в 1463 році отримав посаду лорд-стюарда Лондона. Будучи Верховним лорд-констеблем Англії (1462), він головував на судових процесах, які призвели до захоплення та страти ланкастерців. Судові посади, яку він обіймав, він виконував із надзвичайною жорстокістю, обезголовлюючи, четвертуючи та посадивши на палю.
У 1464 році він був призначений довічним лорд-канцлером Ірландії, а в 1467 році він знову став лорд-заступником Ірландії, що призвело до страти Томаса Фіцджеральда, VII графа Деcмонд. Джон Тіптофт знову обіймав посаду лорда Верховного скарбника Англії з 1462 по 1463 рік, а потім знову з липня по жовтень 1470 року. Перебування Тіптофта на посаді лорда Верховного скарбника відбулося під час Великого голоду на метали (золото і срібло) і Великого занепаду в Англії.

### Смерть
Після чергового перевороту і чергового приходу до влади короля Англії Генріха VI у 1470 році Тіптофту не вдалося втекти разом з королем Едуардом IV та його прихильниками. Він був схоплений ланкастерцями і обезголовлений у Лондонському Тауері, всі його титули і посади були скасовані. Його останньою дією було прохання до ката відрубати йому голову трьома ударами, заради Трійці.
Титул ІІ граф Вустер був єдиним статусом перства, що був дарований його неповнолітньому синові Едварду 14 квітня 1471 року. Його син Едуард помер у 1485 році, будучи ще неповнолітнім і не залишивши потомства. Таким чином, титули вимерли після його смерті і внаслідок конфлікту між його тітками як можливими спадкоємицями титулу.